# Ботиновець
Ботиновець (хорв. Botinovec) — населений пункт у Хорватії, у Копривницько-Крижевецькій жупанії у складі громади Копривницький Іванець.

## Населення
Населення за даними перепису 2011 року становило 176 осіб.
Динаміка чисельності населення поселення: